# Гошен (Арканзас)
Гошен (англ. Goshen) — місто (англ. town) в США, в окрузі Вашингтон штату Арканзас. Населення — 2102 особи (2020).

## Географія
Гошен розташований на висоті 363 метра над рівнем моря за координатами 36°6′9″ пн. ш. 94°0′6″ зх. д. / 36.10250° пн. ш. 94.00167° зх. д. (36.102458, -94.001579).  За даними Бюро перепису населення США в 2010 році місто мало площу 30,30 км², з яких 29,65 км² — суходіл та 0,64 км² — водойми.

## Демографія
Згідно з переписом 2010 року, у місті мешкала 1071 особа в 389 домогосподарствах у складі 312 родин. Густота населення становила 35 осіб/км².  Було 445 помешкань (15/км²). 
Расовий склад населення:
| - 95,5 % — білих - 1,7 % — азіатів - 0,7 % — корінних американців - 0,1 % — чорних або афроамериканців |

До двох чи більше рас належало 1,6 %. Іспаномовні складали 0,9 % від усіх жителів.
За віковим діапазоном населення розподілялося таким чином: 28,3 % — особи молодші 18 років, 60,8 % — особи у віці 18—64 років, 10,9 % — особи у віці 65 років та старші. Медіана віку мешканця становила 41,2 року. На 100 осіб жіночої статі у місті припадало 91,2 чоловіків;  на 100 жінок у віці від 18 років та старших — 94,9 чоловіків також старших 18 років.
Середній дохід на одне домашнє господарство  становив 125 921 долар США (медіана — 105 208), а середній дохід на одну сім'ю — 145 074 долари (медіана — 134 063). За межею бідності перебувало 1,8 % осіб, у тому числі 1,2 % дітей у віці до 18 років та 0,0 % осіб у віці 65 років та старших.
Цивільне працевлаштоване населення становило 695 осіб. Основні галузі зайнятості: освіта, охорона здоров'я та соціальна допомога — 24,7 %, науковці, спеціалісти, менеджери — 20,4 %, будівництво — 11,9 %, роздрібна торгівля — 9,8 %.
За даними перепису населення 2000 року в Гошені мешкало 752 особи, 211 сімей, налічувалося 277 домашніх господарств і 310 житлових будинків. Середня густота населення становила близько 25,7 людини на один квадратний кілометр. Расовий склад Гошена за даними перепису розподілився таким чином: 96,28% білих, 0,13% — чорних або афроамериканців, 0,8% — корінних американців, 0,4% — азіатів, 1,33% — представників змішаних рас, 1,06% — інших народів. Іспаномовні склали 0,8% від усіх жителів міста.
З 277 домашніх господарств в 37,2% — виховували дітей віком до 18 років, 69,7% представляли собою подружні пари, які спільно проживали, в 4% сімей жінки проживали без чоловіків, 23,8% не мали сімей. 18,8% від загального числа сімей на момент перепису жили самостійно, при цьому 7,2% склали самотні літні люди в віці 65 років та старше. Середній розмір домашнього господарства склав 2,71 особи, а середній розмір родини — 3,16 особи.
Населення міста за віковим діапазоном за даними перепису 2000 року розподілилося таким чином: 27,1% — жителі молодше 18 років, 7,7% — між 18 і 24 роками, 30,3% — від 25 до 44 років, 24,7% — від 45 до 64 років і 10,1% — у віці 65 років та старше. Середній вік мешканця склав 38 років. На кожні 100 жінок в Гошені припадало 98,4 чоловіків, у віці від 18 років та старше — 98,6 чоловіків також старше 18 років.
Середній дохід на одне домашнє господарство в місті склав 47 083 долара США, а середній дохід на одну сім'ю — 52 891 долар. При цьому чоловіки мали середній дохід в 32 353 долара США на рік проти 21 750 доларів середньорічного доходу у жінок. Дохід на душу населення в місті склав 18 513 доларів на рік. 5,6% від усього числа сімей в місті і 6,4% від усієї чисельності населення перебувало на момент перепису населення за межею бідності, при цьому 5,8% з них були молодші 18 років і 6% — у віці 65 років та старше.